# Макгиннис, Джо
Джозеф Ральф Макгиннис-старший (9 декабря 1942, Нью-Йорк, США — 10 марта 2014, Вустер, Массачусетс, США) — американский писатель и журналист.
Автор двенадцати книг, самой известной из которых является вышедшая в 1969 году «Как продать президента», посвящённая избирательной кампании Ричарда Никсона. Также известен как автор трилогии в жанре «настоящее преступление» — «Смертельное видение», «Слепая вера» и «Жестокое сомнение», которые в 1980—1990-е годы были экранизированы в виде одноимённых мини-сериалов — «Смертельное видение», «Слепая вера» и «Жестокое сомнение». Его последняя книга «Изгой: изучение настоящей Сары Пэйлин» (англ. The Rogue: Searching for the Real Sarah Palin) повествующая о жизни бывшего губернатора штата Аляска и кандидата в вице-президенты США от Республиканской партии на президентских выборах 2008 года.
Отец писателя Джо Джо Макгинниса-младшего.

## Биография
Родился 9 декабря 1942 года в Нью-Йорке в семье владельца туристического агентства Джозефа А. Макгинниса и секретаря телеканала CBS Мэри Макгиннис (в девичестве — Леонард). Вырос в Форест-Хилс и Рае. 
Учился в Старшей школе архиепископа Степаница. 
В 1964 году окончил Колледж Святого Креста. Неудачно пытался поступить в Школу журналистики Колумбийского университета.
В течение года работал репортёром широкого профиля в газете Worcester Telegram, затем стал спортивным корреспондентом газеты Philadelphia Bulletin. В дальнейшем стал колумнистом газеты The Philadelphia Inquirer, освещая широкий круг тем. В 1979 году стал журналистом газеты Los Angeles Herald Examiner.
В 1982—1985 годах преподавал творческое письмо в Беннингтонском колледже, где его студентами были будущие писатели Брет Истон Эллис и Донна Тартт.
Позднее, когда его карьера пошла на спад, Макгиннисс боролся с алкогольной зависимостью и депрессией.
24 января 2013 года Макгиннис подтвердил, что ему был поставлен диагноз терминальной стадии рака простаты, о котором сообщалось в мае 2012 года. Он скончался от болезни 10 марта 2014 года в Мемориальном медицинском центре Медицинской школы Массачусетского университета
Гражданская панихада состоялась в мае 2014 года в Нью-Йорке, где с прощальными речами выступили Роджер Айлз, Эндрю Салливан, Джин Уэйнгартен и Рэй Хадсон.

## Отзывы
Корреспондент The New York Times Брюс Вебер называл Макгинниса «общительным человеком, который был великодушен с другими писателями».

## Сочинения

### Книги
- The Selling of the President 1968. Penguin, 1969. 272 p. ISBN 0-14-011240-5
- The Dream Team. Penguin Books, 1972. 160 p. ISBN 0-14-003915-5
- Heroes. Touchstone Books, 1976. 176 p. ISBN 0-671-69511-8
- Going to Extremes[англ.]. Epicenter Press, 1980. 320 p. ISBN 978-1-935347-03-3
- Fatal Vision. Putnam Adult, 1983. 663 p. ISBN 0-399-12816-6
- Blind Faith. G. P. Putnam's Sons[англ.], 1989. 381 p. ISBN 978-0-399-13352-7
- Cruel Doubt. Simon & Schuster, 1991. 464 p. ISBN 978-0-671-67947-7
- The Last Brother: The Rise and Fall of Teddy Kennedy. Simon & Schuster, 1993. 624 p. ISBN 978-0-671-67945-3
- The Miracle of Castel di Sangro. Little Brown and Company, 1999. 407 p. ISBN 0-316-55736-6
- The Big Horse. Simon & Schuster, 2004. 272 p. ISBN 978-0-7432-6114-2
- Never Enough. Simon & Schuster, 2007. 368 p. ISBN 978-0-7432-9636-6
- The Rogue: Searching for the Real Sarah Palin. Crown Publishing Group[англ.], 2011. 336 p. ISBN 978-0-307-71892-1

### Статьи
- "Death Stalks a Grieving Father" // The Philadelphia Inquirer, 1967